# 藤田川藤介
藤田川 藤介（ふじたがわ とうすけ、1866年 - 没年不明）は、明治時代の大相撲力士。富山県出身で最高位は東三段目十八枚目。引退後は世話人。

## 人物
吝嗇家であったとされ、角界の隠語でケチなことを、彼の下の名前から「とうすけ」と言うようになった。
相撲は弱くて、しまいには稽古すれば腹が減る、一生懸命相撲を取っても怪我をしてはいけないと負けることに専念、場所が始まって3日もたてば休場していたという。本場所が年2場所の時代にあって連続32場所、16年も序二段だった。1908年（明治41年）に42歳で引退し、世話人に転向した。

## 逸話
- 財布を持たず小銭だけを持ち、貯まると紙幣に交換していた。紙幣はきれいに伸ばして新品を持っている人がいれば交換してもらい、折り目の無い新札をならべて数え喜んでいたという。

- 力士としての地位は低かったが、貯めた金を関取に利子をつけて貸して稼いでいた。取立ては高利貸し以上に厳しく、どちらが関取かわからないほどだったという。

- 巡業先では終了後に桟敷席を回って客の食べ残した弁当をかき集めるといった卑しい真似にまで及んでいたとされる。当時の食糧供給からすれば全力士が無制限に食事を行う余裕があるとは言い切れなかったという実情がこのような非常識極まる行動の背景にあった。

- 長年にわたって貯めた金で東京日本橋に数軒の貸家をもつ大家となったが、娘夫婦に貸す際、実の娘からは家賃がとれないと、家を他人名義にして家賃を徴収した。このため本人の死後、実の娘であるのに家を相続することができなかった。

- とられるものは一切駄目で本人の写真は一切残っていない。

## 成績
- 番付在位場所数：54場所
- 通算成績：不明（当時の幕下以下の勝敗等の記録については相撲レファレンス等のデータベースに登録がなく、特に明治30年代半ばまでの序二段や序ノ口などについてはほとんど現存していないと思われるため）

### 番付推移
- 各場所の地位は小島貞二コレクションの番付実物画像による。表は場所別成績のテンプレートを使用しているが、前述の理由により、暫定的に勝敗等の数は省略し番付推移のみを示すこととする。また相撲レファレンスにも藤田川の力士データ自体が現在未登録である。

| 1881年 （明治14年） | x                     | 東序ノ口2枚目 –  |
| 1882年 （明治15年） | 東序ノ口2枚目 –       | 東序ノ口5枚目 –  |
| 1883年 （明治16年） | 西序二段24枚目 –      | 西序二段25枚目 – |
| 1884年 （明治17年） | 西三段目35枚目 –      | 西三段目30枚目 – |
| 1885年 （明治18年） | 西三段目29枚目 –      | 西三段目41枚目 – |
| 1886年 （明治19年） | 西三段目41枚目 –      | 東三段目36枚目 – |
| 1887年 （明治20年） | 東三段目18枚目 –      | 東三段目23枚目 – |
| 1888年 （明治21年） | 西三段目31枚目 –      | 西三段目36枚目 – |
| 1889年 （明治22年） | 西三段目47枚目 –      | 西三段目50枚目 – |
| 1890年 （明治23年） | 東三段目55枚目 –      | 東三段目44枚目 – |
| 1891年 （明治24年） | 西三段目41枚目 –      | 西三段目42枚目 – |
| 1892年 （明治25年） | 東三段目37枚目 –      | 東序二段8枚目 –  |
| 1893年 （明治26年） | 東序二段12枚目 –      | 東序二段22枚目 – |
| 1894年 （明治27年） | 東序二段27枚目 –      | 西序二段24枚目 – |
| 1895年 （明治28年） | 東序二段14枚目 –      | 東序二段20枚目 – |
| 1896年 （明治29年） | 東序二段27枚目 –      | 東序二段33枚目 – |
| 1897年 （明治30年） | 西序二段17枚目 –      | 東序二段29枚目 – |
| 1898年 （明治31年） | 東序二段27枚目 –      | 東序二段25枚目 – |
| 1899年 （明治32年） | 西序二段17枚目 –      | 東序二段25枚目 – |
| 1900年 （明治33年） | 東序二段26枚目 –      | 西序二段38枚目 – |
| 1901年 （明治34年） | 東序二段44枚目 –      | 東序二段37枚目 – |
| 1902年 （明治35年） | 東序二段34枚目 –      | 東序二段32枚目 – |
| 1903年 （明治36年） | 東序二段28枚目 –      | 西序二段39枚目 – |
| 1904年 （明治37年） | 東序二段42枚目 –      | 西序二段46枚目 – |
| 1905年 （明治38年） | 西序二段39枚目 –      | 東序二段42枚目 – |
| 1906年 （明治39年） | 西序二段42枚目 –      | 東序二段33枚目 – |
| 1907年 （明治40年） | 東序二段45枚目 –      | 東序二段41枚目 – |
| 1908年 （明治41年） | 西序二段44枚目 引退 – | x                |
| 各欄の数字は、「勝ち-負け-休場」を示す。 優勝 引退 休場 十両 幕下 三賞：敢=敢闘賞、殊=殊勲賞、技=技能賞 その他：★=金星 番付階級：幕内 - 十両 - 幕下 - 三段目 - 序二段 - 序ノ口 幕内序列：横綱 - 大関 - 関脇 - 小結 - 前頭（「#数字」は各位内の序列） |                       |                  |

## 改名歴
- 藤ノ花 藤三 - 1881年5月場所 - 1883年1月場所
- 藤川 藤三 - 1883年5月場所 - 1885年1月場所
- 藤田川 藤三 - 1885年5月場所 - 1886年1月場所
- 藤川 藤三 - 1886年5月場所 - 1887年1月場所
- 藤田川 藤三 - 1887年5月場所 - 1899年5月場所
- 藤田川 藤介 - 1900年1月場所 - 1900年5月場所
- 藤田川 藤三 - 1901年1月場所 - 1904年5月場所
- 藤田川 藤介 - 1905年1月場所
- 藤田川 藤三 - 1905年5月場所 - 1908年1月場所